# Jacques Schreurs
Jacobus Hubertus (Jacques) Schreurs (Sittard, 9 februari 1893 – Weert, 31 januari 1966) was een Nederlands priester, dichter en schrijver. Hij dankte zijn bekendheid vooral aan zijn deels autobiografische, driedelige roman Kroniek eener parochie, waarop enkele decennia later de succesvolle KRO-televisieserie uit de jaren 1978-1980 Dagboek van een herdershond is gebaseerd. In mei 2022 ging in MECC Maastricht de gelijknamige musical in première.

## Biografische schets
Schreurs was pater van de congregatie Missionarissen van het Heilig Hart. Hij woonde in het klooster van die congregatie te Stein, vlak bij Geleen, waar tussen 1914 en 1926 de toen grootste en modernste steenkoolmijn van Europa werd gebouwd, de Staatsmijn Maurits.
Hij schreef zes romans, vijftien dichtbundels, vier biografieën en twee reisboeken, eenendertig toneelstukken, filmscenario's, teksten voor oratoria en enkele honderden bijdragen voor verschillende media. De driedelige roman Kroniek eener parochie is geschreven tussen 1941 en 1948 en gaat over de eigen ervaringen van Schreurs als kapelaan in de mijnstreek van Limburg.
Op 3 februari 1966 vond de uitvaart van Jacques Schreurs plaats in de Heilig Hart van Jezuskerk in Sittard. Daarna werd hij in Stein begraven, op de begraafplaats in het patersbos, vlak bij Kasteel Stein.